# ماکسیمیلیان
ماکسیمیلیان یا مکسیمیلیان (در فرانسوی مکسیمیلین) یک نام کوچک مردانه است. این نام نخستین بار توسط فریدریش سوم در سال ۱۴۵۹ میلادی برای پسرش تعبیه شده‌بود، با این تشریح که ترکیبی از نام‌های دو ژنرال رومی، ماکسیموس و اسکیپیو آیمیلیانوس است. هرچند که این نام سابقاً توسط ماکسیمیلیانوس و دیگر شخصیت‌های برجستۀ مسیحی استفاده شده بود.

## فهرست افراد

### فرمانروایان
- ماکسیمیلیان یکم، امپراتور مقدس روم
- ماکسیمیلیان دوم، امپراتور مقدس روم
- ماکسیمیلیان یکم (باواریا)
- ماکسیمیلیان دوم (باواریا)
- ماکسیمیلیان سوم یوزف
- ماکسیمیلیان یوزف
- ماکسیمیلیان دوم (بایرن)
- شاهزاده ماکسیمیلیان بادن
- دوک ماکسیمیلیان یوزف (باواریا)
- فردیناند ماکسیمیلیان یوزف

### قدیس‌ها
- ماکسیمیلیان انطاکیه
- ماکسیمیلیان لرش
- ماکسیمیلیان تبسه
- ماکسیمیلیان کلبه

### ورزشکاران
- ماکسیمیلیان (مکس) چیلتون
- ماکسیمیلیان بایستر
- ماکسیمیلیان دیمیتروویچی
- ماکسیمیلیان لوی
- ماکسیمیلیان مافه
- ماکسیمیلیان (مکس) اشملینگ

### دیگر افراد
- ماکسیمیلیان (مکس) کروک
- ماکسیمیلیان گرابنر
- ماکسیمیلیان هکمن
- ماکسیمیلیان لیست
- ماکسیمیلیان روبسپیر
- ماکسیمیلیان رونگ
- ماکسیمیلیان شل
- ماکسیمیلیان ترانسیلوانوس

### شخصیت‌های ساختگی
- ماکسیمیلیان جینوس
- ماکسیمیلیان پگاسوس
- ماکسیمیلیان
- ماکسیمیلیان آرتورو
- تزار ماکسیمیلیان
- ماکسیمیلیان (مکسی) زئوس
- ماکسیمیلیان (مکس) گوف
- ماکسیمیلیان آلانزو ارنستو روسو
- ماکسیمیلیان ویرز